# ANTIC (revista)
ANTIC era el nombre de una revista dedicada a la línea de computadores Atari de 8 bits (Atari 400/800 y compatibles). Su ISSN es 0745-2527. Tomó su nombre del chip ANTIC que generaba los gráficos de línea 'line's graphics' de Atari. El primer ejemplar fue publicado en abril de 1982 con una frecuencia bimestral. Al cabo de un año empezó a publicarse mensualmente hasta junio/julio de 1990. En total se publicaron 88 números. También se editó el libro "Lo mejor de ANTIC" , disponible ahora en línea en atarimagazines . Su rival principal era la revista A.N.A.L.O.G.  Archivado el 22 de diciembre de 2005 en Wayback Machine., otra revista de larga vida dedicada a la línea de Atari de 8 bits.
En 1986, ANTIC dio origen a STart Magazine , una publicación orientada hacia la línea Atari ST; esta revista "hija" sobrevivió a su "madre" casi un año.